# سيغفريد زالومون
سيغفريد زالومون (بالدنماركية: Naphtali Siegfried Salomon)‏ هو موزع وملحن دنماركي، ولد في 3 أغسطس 1885 في كوبنهاغن في الدنمارك، وتوفي بنفس المكان في 29 أكتوبر 1962.